# Загребачка џамија
Исламски центар у Загребу, познат и као Загребачка џамија средишња је џамија Мешихата Исламске заједнице у Хрватској.

## Опште информације
Џамија се налази у пределу Трстик у Фолнеговићевом насељу, а њен комплекс чине џамије и Исламски центар који је укупне површине око 10.000 м2. Богомољу су пројектовали Сарајлије Џемал Челић и Мирза Голош, а градња је завршена 1987. године. Почела је да се гради 1981. године, а завршена је 1987.
Функционалне целине у архитектонском комплексу су богомоље са минаретом, медресе, књижаре, заједничке друштвене просторије, управне зграде, делови за становање и друге.
Султан бин Мухамед Ал-Касими, Емир Шарџа емирата донирао је 2,5 милиона америчких долара за изградњу џамије, а цео комплекс посетио је 1983. године.